# Harald Bergengren
Harald Anund Theodor Bergengren, född 28 augusti 1867 i Häglinge socken i Kristianstads län, död 21 april 1947 i Helsingborg i Malmöhus län, var en svensk ingenjör, industriman och kommunalpolitiker.

## Biografi
Bergengren var son till provinsialläkare Georg Bergengren och Betty Netzler. Modern avled 1862 och efter faderns död 1882 blev Bergengren föräldralös vid 15 års ålder. Han tog examen vid läroverket i Helsingborg 1885 och praktiserade därefter i ett år vid Ankarsrums bruk. Därefter studerade han till ingenjör vid Kungliga tekniska högskolan och utexaminerades 1889. Samma år började han sin tjänst som teknisk chef vid Skånska Superfosfat- och Svavelsyrefabriks AB i Helsingborg och 1900 blev han även teknisk chef för ett annat av konsul Nils Perssons företag, Helsingborgs kopparverks AB. Under anställningen vid svavelsyrefabriken skickades Bergengren 1901 till 1902 till Tyskland för att studera svavelsyretillverkningen i landet och vid kopparvarvet tog han initiativ till uppförandet av ett nytt varv i staden 1901, samt ett i Riga. År 1902 var han med och stiftade Tekniska föreningen i Helsingborg och satt 1902 till 1903 i styrelsen och arbetsutskottet till Industri- och slöjdutställningen i Helsingborg 1903.
Han avslutade sin anställning vid svavelsyrefabriken 1903 och vid kopparverket 1904 för att tillträda som teknisk chef för Svenska buddiserings-AB i Helsingborg, men fick redan 1905 anställning som verkställande direktör för AB Byggnadsmaterialier, där han 1916 blev vice styrelseordförande och 1919 blev styrelseordförande. Han var samtidigt ledamot av Skånska handelskammarens industrigrupp, 1905 till 1919, och satt i dess arbetsutskott 1907 till 1917. Bergengren kom att vara med att stifta Sydsvenska kraft AB 1906 och var initiativtagare till Reymersholms Gamla Industri AB:s oljefabrik i Karlshamn 1913. Han deltog i den svenska järnvägsdelegationen vid järnvägskonferenserna i Amsterdam, Bryssel, Neapel och Bern och kom att bli engagerad inom järnvägen i anknytning till Helsingborg. Han var verkställande direktör och vice styrelseordförande i Helsingborg-Landskrona-Eslövs järnväg mellan 1910 och 1936, styrelseledamot i Helsingborg-Hässleholms järnväg 1917 till 1938, styrelseordförande för Skåne-Smålands järnväg 1919 och styrelseledamot av Helsingborg-Råå-Ramlösa järnväg från 1920 fram till dess upphörande.
Bergengren kom även att bli politiskt engagerad i Helsingborgs stad och var medlem i stadsfullmäktige mellan 1904 och 1934 för högern. Han var ledamot av drätselkammaren 1911–1920, där han under en kort period satt som drätselkammarens ordförande (1919–1920). Han satt även i ett flertal nämnder och styrelser i Helsingborgs stad, bland annat handels- och sjöfartsnämnden, järnvägsrådet och järnvägssammanslagningskommittén. År 1919 var han stadens representant vid förhandlingar med järnvägsstyrelsen. Politiskt var Bergengren en av förespråkarna av en inkorporering av Raus socken med municipalsamhällen.
Förutom sina övriga engagemang var Bergengren även mycket historiskt intresserad. I stadsfullmäktige var han en av initiativtagarna till ett bokverk om Helsingborgs historia och kom även att sitta i den historikkommitté som bildades 1925 för syftet att utge verket. Han var också en av stiftarna av Gillet Gamla Helsingborg 1928 och satt i föreningens styrelse 1929 till 1934. Harald Bergengren gifte sig 1893 med Siri Aspelin och tillsammans fick de tre söner och en dotter. Sonen Erik Bergendal blev sedermera konsul och direktör för AB Byggnadsmaterialier.